# Tephrosia guayameoensis
Tephrosia guayameoensis är en ärtväxtart som beskrevs av O.Tellez. Tephrosia guayameoensis ingår i släktet Tephrosia och familjen ärtväxter. Inga underarter finns listade i Catalogue of Life.